# Janež
Jánež (znanstveno ime Pimpinella anisum) je enoletna začimbna rastlina, ki zraste do pol metra visoko. Cvete v kobulih iz drobnih belih cvetov. V kulinariki uporabljamo semena, cela ali zmleta.
Janež ima sladkast okus, malo spominja na mentol.
Janež izvira iz Egipta, danes ga gojijo po celi Evropi, največ v Sredozemlju. Uporabljali so ga že v starem Egiptu. V stari Grčiji in Rimu so janež uporabljali pri peki kruha.
Kam ga dodajamo:
- pecivo in posebne vrste kruha
- sladki narastki
- nežna zelenjava (na primer mlad grah)
- punč
- razne žgane pijače (npr. Ouzo, Pastis, Arak)